# Entwined
Entwined  ist ein Musikalbum von Karen Borca und Paul Murphy. Die im Bias Studio, Springfield, Virginia, entstandenen Aufnahmen erschienen am 15. November 2024 auf Relative Pitch Records.

## Hintergrund
Mit 76 Jahren ist die Fagottistin Karen Borca eine lebende Legende, meinte Marc Masters. Sie studierte bei Cecil Taylor, spielte im Ensemble ihres Mannes Jimmy Lyons und zählt zu ihren Mitmusikern so bekannte Persönlichkeiten wie William Parker, Sonny Simmons und Alan Silva. Entwined ist eine Reihe von Duo-Improvisationen mit Paul Murphy, ihrem Mitstreiter in der Gruppe um Jimmy Lyons.

## Titelliste
- Karen Borca, Paul Murphy:  Entwined (Relative Pitch Records RPR1198)[1]

1. Good News Blues 12:05
2. Snapping Turtle 11:26
3. Free 7:31
4. Space 6:13
5. Cambiar 11:53
6. Something 12:05
7. New Piece 4:38

Die Kompositionen stammen von Karen Borca und Paul Murphy.

## Rezeption
Diese Duo-Improvisationen würden beweisen, dass Borca in ihren über 50 Jahren als Musikerin kein bisschen Energie verloren habe, schrieb Marc Masters (Daily Bandcamp). Das Album beginne mit dem 12-minütigen Sprint „Good News Blues“ und halte über 65 Minuten hinweg eine bemerkenswerte Dynamik aufrecht. Während „Cambiar“ marschiere Borca über die Tonleiter wie eine Läuferin, die auf steilen Hügeln trainiert. Murphys rollende Snare-Arbeit werde von Borcas tiefen Brüllen in „Free“ ergänzt, während das Duo in „Snapping Turtle“ einen Groove finde, der unter der Last ihrer schnellen Sprints nie bricht. Auf dem 12-minütigen „Something“ werde es schließlich ruhiger, aber die Intensität von Entwined würde nie nachlassen.